# 怪談 そして死とエロス
『怪談 そして死とエロス』（かいだん そしてしとエロス）は、人間椅子が2016年に発表した19枚目のスタジオ・アルバム。

## 概要
今作のタイトルについて和嶋は「『怪談』ってタイトルをつけたのは、死を意識することによって命の大切さ、ちゃんと生きるって大事だなってことが言いたかったんだけど、『怪談』だけではなかなか伝わらないと思ったので、副題として『そして死とエロス』をつけてみた」と語っている。
前作に引き続き、初回限定盤にはDVDが付属し、2015年7月24日に渋谷TSUTAYA O-EASTで行われた『屋根裏の散歩者〜「現世は夢」ライブDVD発売記念ツアー〜』公演の模様が収められている。

## 収録曲
| 全編曲: 人間椅子。 |                        |           |              |       |
| #                  | タイトル               | 作詞      | 作曲         | 時間  |
| 1.                 | 「恐怖の大王」         | 和嶋慎治  | 和嶋慎治     | 6:34  |
| 2.                 | 「芳一受難」           | 和嶋慎治  | 鈴木研一     | 4:55  |
| 3.                 | 「菊花の数え唄」       | 和嶋慎治  | 和嶋慎治     | 3:21  |
| 4.                 | 「狼の黄昏」           | 和嶋慎治  | 鈴木研一     | 3:35  |
| 5.                 | 「眠り男」             | 和嶋慎治  | 和嶋慎治     | 5:17  |
| 6.                 | 「黄泉がえりの街」     | 和嶋慎治  | 鈴木研一     | 4:26  |
| 7.                 | 「雪女」               | 和嶋慎治  | 和嶋慎治     | 4:46  |
| 8.                 | 「三途の川」           | 和嶋慎治  | 鈴木研一     | 6:09  |
| 9.                 | 「泥の雨」             | 和嶋慎治  | 和嶋慎治     | 4:54  |
| 10.                | 「超能力があったなら」 | 和嶋慎治  | ナカジマノブ | 4:06  |
| 11.                | 「地獄の球宴」         | 鈴木研一  | 鈴木研一     | 2:55  |
| 12.                | 「マダム・エドワルダ」 | 和嶋慎治  | 和嶋慎治     | 7:49  |
| 合計時間:          | 合計時間:              | 合計時間: | 合計時間:    | 58:47 |

### DVD（初回限定盤のみ）
| #  | タイトル               | 作詞     | 作曲               |
| -- | ---------------------- | -------- | ------------------ |
| 1. | 「阿呆陀羅経」         | 和嶋慎治 | 和嶋慎治           |
| 2. | 「ねぷたのもんどりこ」 | 鈴木研一 | 鈴木研一           |
| 3. | 「夜叉ヶ池」           | 和嶋慎治 | 和嶋慎治           |
| 4. | 「黄金の夜明け」       | 和嶋慎治 | 和嶋慎治、鈴木研一 |
| 5. | 「見知らぬ世界」       | 和嶋慎治 | 和嶋慎治           |

## 演奏者
- 和嶋慎治 - ギター、ボーカル
- 鈴木研一 - ベース、ボーカル
- ナカジマノブ - ドラムス、ボーカル